# Cervenovo, Muncaci
Cervenovo (în ucraineană Червеньово) este un sat în comuna Zneațovo din raionul Muncaci, regiunea Transcarpatia, Ucraina.

## Demografie
Componența lingvistică a localității Cervenovo
     Ucraineană (86,67%)
     Alte limbi (1,03%)
Conform recensământului din 2001, majoritatea populației localității Cervenovo era vorbitoare de ucraineană (86,67%), existând în minoritate și vorbitori de alte limbi.